# Acianthera rodriguesii
Acianthera rodriguesii är en orkidéart som först beskrevs av Célestin Alfred Cogniaux, och fick sitt nu gällande namn av Alec M. Pridgeon och Mark W. Chase. Acianthera rodriguesii ingår i släktet Acianthera och familjen orkidéer. Inga underarter finns listade i Catalogue of Life.